# Cal Gassó (Roda de Berà)
Cal Gassó és una obra barroca de Roda de Berà (Tarragonès) protegida com a Bé Cultural d'Interès Local.

## Descripció
La casa Gassó és un edifici en angle: la simetria de la façana ha estat força estudiada.
Té planta baixa i dos pisos. A la planta baixa s'hi accedeix mitjançant una porta amb arc escarser.

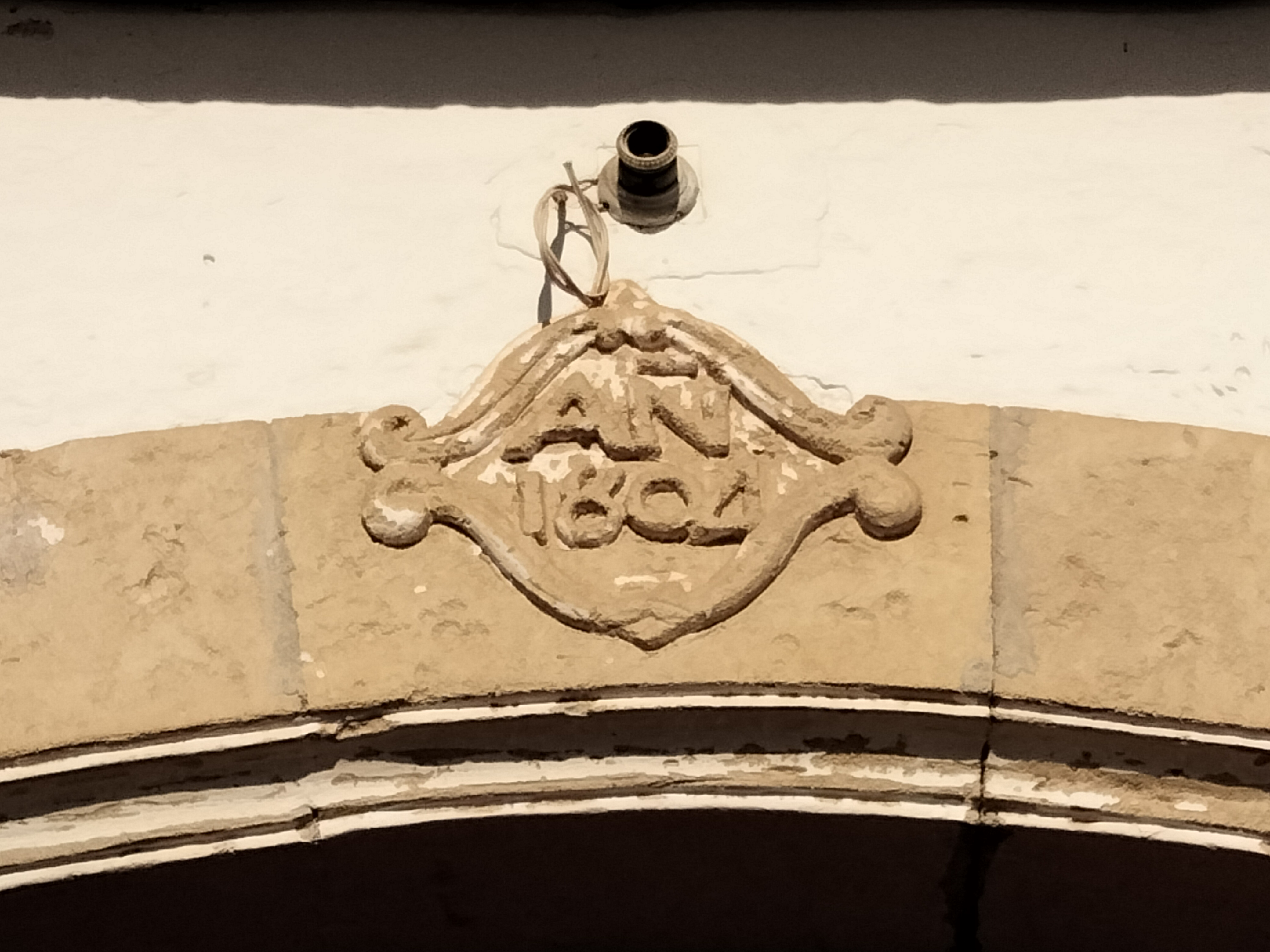
Llinda del portal, datada el 1604

Al pis noble té balcons i, a l'últim, unes finestres amples, simples i geminades amb arcs rebaixats. A la porta hi ha la inscripció "AÑ 1604". A la finestra hi posa 1691.